# Çanakkale
Çanakkale – miasto w północno-zachodniej Turcji, nad cieśniną Dardanele (w jej najwęższym miejscu), stolica prowincji Çanakkale, 75 810 mieszkańców (stan z roku 2000).

## Historia

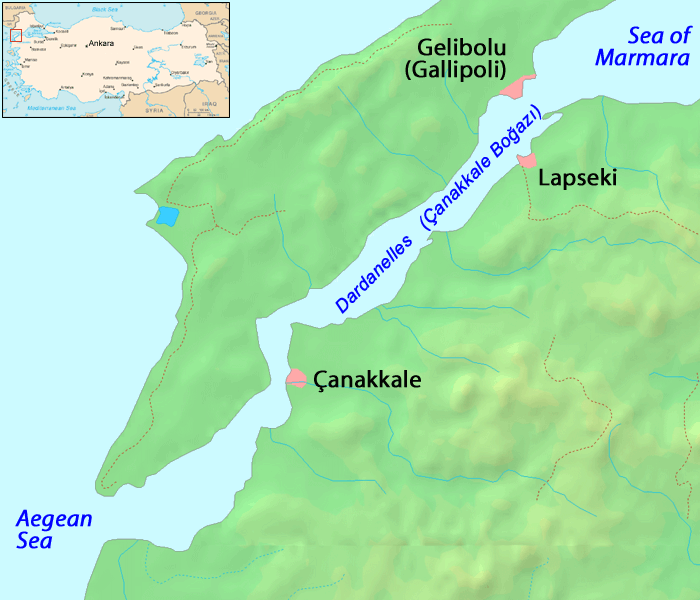
Położenie Çanakkale nad cieśniną Dardanele

Chociaż tereny wokół Çanakkale zamieszkane były od głębokiej starożytności (w pobliżu znajduje się stanowisko archeologiczne Troja), współczesne miasto zawdzięcza swój początek fortecy wzniesionej w tym miejscu przez sułtana Mehmeda II w XV wieku.
Podczas I wojny światowej w 1915 roku artyleria z Çanakkale odparła atak wojsk alianckich. Obecnie cieśnina Dardanele jest wciąż strefą zmilitaryzowaną, a w okolicach Çanakkale znajduje się baza tureckiej marynarki wojennej.

## Miasta partnerskie
- Pomezia, Włochy
- Osnabrück, Niemcy
- Pardubice, Czechy

## Zobacz
- Most Çanakkale 1915 - most komunikuje miasta Gallipoli w Europie i Lapseki w Azji, położone po obu stronach Cieśniny Dardanele.